# Lublin (szybowiec)
Lublin – polski szybowiec amatorski zbudowany w dwudziestoleciu międzywojennym.

## Historia
Inżynier Stanisław Cywiński, zatrudniony w wytwórni lotniczej Plage i Laśkiewicz w Lublinie, skonstruował dwa szybowce, nazwane „Lublin 1” i „Lublin 2”, przeznaczone do udziału w I Konkursie Ślizgowców w Białce Tatrzańskiej. Obydwa miały taką samą konstrukcję, różniły się jedynie wymiarami i kształtem lotek. 
Pilotem obu szybowców podczas Konkursu był Franciszek Rutkowski. „Lublin 1” swój pierwszy lot wykonał 29 sierpnia 1923 roku, po 10 sekundach lotu zakończył się katastrofą i rozbiciem szybowca. Pilot nie obniósł obrażeń i kontynuował loty na szybowcu „Lublin 2”. 6 września wykonał na nim lot, który trwał 60 sekund i zakończył się jego uszkodzeniem. 
Za szybowiec „Lublin 2” wytwórnia otrzymała w konkursie IV nagrodę.

## Konstrukcja
Jednomiejscowy szybowiec konstrukcji drewnianej, o układzie wolnonośnego grzbietopłata.
Kadłub o przekroju prostokątnym i konstrukcji półskorupowej. Zbudowany na czterech podłużnicach, kryty w przedniej części kadłuba blachą aluminiową, dalsza część była pokryta sklejką. Kabina pilota otwarta, wyposażona w drążek sterowy i orczyka.
Skrzydło niedzielone o obrysie trapezowym, dwudźwigarowe, kryte płótnem. Na końcówkach skrzydeł znajdowały się pałąki chroniące płat przed uszkodzeniem przy lądowaniu. 
Usterzenie klasyczne krzyżowe. Statecznik pionowy stanowił integralną część kadłuba, ster wysokości płytowy. Napęd lotek i sterów linkowy.
Podwozie trójpunktowe z dwoma kołami głównymi amortyzowanymi sznumerm gumowym osadzonymi na wspólnej osi oraz amortyzowanej płozy ogonowej.